# Domien is wakker
Domien is wakker was een radioprogramma van de NPS, dat werd gepresenteerd door Domien Verschuuren. Het werd uitgezonden op 3FM, aanvankelijk elke doordeweekse ochtend tussen 04.00 en 06.00 uur, later op zaterdag- en zondagochtend tussen 07.00 en 10.00 uur. 
Vaste programma-items waren:
- The Battle Of The Sexes. In elke uitzending streden een man en een vrouw tegen elkaar in een quiz over het nieuws van de afgelopen week. De winnaar kreeg onder andere de NPS Maakt Wakker koffiemok en een vrouwen- of mannenpakket.
- Op zaterdag om kwart voor tien gaf Arie Koomen, ex-Lama, in een column zijn kijk op het nieuws van de afgelopen week.
- Op zondag hing Toine van Peperstraten aan de telefoon. Hij gaf in een column zijn kijk op het laatste sportnieuws.

Verschuuren presenteerde zijn laatste Domien is Wakker op zondag 15 augustus 2010.
21 Jaar TROS Pop · 3FM BPM: MinistryOfBeats · 3FM Weekend Request · 3voor12Radio · AdreneLine · Altijd de eerste · ...And all that jazz · Andres · Angelique · Angeliques Afternoon · Annemieke Hier · Annemieke Plays · Anoûl · Arbeidsvitaminen · De Avondspits · De avonturen van Mark · Barend · Barend & Benner · Barend en Wijnand · De Bende van Van der Lende · De Boem Boem Disco Show · The Breakfast Club · Claudia d'r op · Club Carter · Curry en Van Inkel · De Dansbar · Dansen met Delsing · Dit is Domien · Domien, Jouw Ochtendshow · ... & dit is Claudia · Ekstra Weekend · Eva · Eva en Giel · Evers staat op · Frank & Eva: Welkom bij de club! · Franks feestje · GIEL · Harm dB · Hein · Herman · Het Betere Werk · Hier! · Jamie · Jan-Paul · Jasper · Joost · Jorien · Kaat tot Laat · Kevin · Lang leve het weekend! · LEX · Lieke · Markplaats · Mark + Rámon · Mega Top 30 · Michiel · Obi · De ochtenddienst · Olivier · De Orde van de Nacht · Parels van de nacht · Partij voor de Vrijdag · (P)laatwerk · RabRadio · Radio op 'n broodje · Rob · Rob & Wijnand en de Ochtendshow · Sanderdome · Sanders Vriendenteam · Saskia en Olivier · Slapen is voor Losers! · Slapen kan altijd nog · De Steen en Been Show · Studio Saskia · Superrradio · Tannaz · Thijs · Timur op 3FM · Vera on Track · Vier Sas! · Vrij · Weekend Wijnand · Wijnand · @Work · Xnoizz